# Ахсартаг
Ахсарта́г (осет. Æхсæртæг) — один из главных героев осетинского нартского эпоса, сын нарта Уархага и его жены Сайнагон, имел также брата-близнеца Ахсара, который впоследствии погибает.

## Мифология
Ахсартаг является родоначальником одного из трех великих нартовских родов — Ахсартагката (Æхсæртæггатæ), чьей специализацией была военная составляющая общественной жизни, отец Урызмага и Хамыца, матерью которых была Дзерасса.
Практически сразу после рождения братья-близнецы становятся известны своей отвагой. Отец (Уархаг) отправляет сыновей сторожить яблоко нартов, после чего Ахсартаг отправляется по следам подстреленной в саду Уархага птицы в подводное царство, где узнаёт, что в облике птицы яблоко пыталась похитить Дзерасса, дочь повелителя морей Донбеттыра. Ахсартаг помогает излечить Дзерассу и берёт её в жены, но со временем грусть и воспоминания о родном брате заставляют его уговорить жену покинуть подводное царство её отца.
Связь нартов с водной стихией, которая прослеживается через весь эпос, очевидно указывает на то, что в период создания эпоса предки осетин жили вблизи моря и крупных рек, чего нет в горной Осетии. Об этом также говорит постоянное упоминание в сказаниях моря (фурд).
Возможно, в основе сказания о рождении братьев-близнецов лежит тотемический миф о происхождении племени от волка, очень напоминающий легенду о Ромуле и Реме. Имя легендарного отца Ахсартага — Уархаг — со староосетинского означает «волк» (скифское varka).

## Имя
Имя Ахсартаг в различных формах (Ахсар, Ахсартаг, Ахсарбек) достаточно распространено у осетин.

## Источник
- Дзадзиев А. Б. Этнография и мифология осетин. — Владикавказ, 1994. — С. 33. — ISBN 5-7534-0537-1.